# 学校法人白藤学園
白藤学園（しらふじがくえん）は、日本の学校法人。

## 運営する教育施設
- 奈良女子高等学校
- 奈良保育学院
- 奈良保育学院付属幼稚園

## 所在地・連絡先
- 奈良女子高等学校
  - 〒630-8121　奈良市三条宮前町3番6号
- 奈良保育学院
  - 〒630-8121　奈良市三条宮前町3番6号
- 奈良保育学院付属幼稚園
  - 〒630-8121　奈良市三条宮前町3番6号